# Quart Reich

Escut del Tercer Reich

El Quart Reich (alemany: Viertes Reich) és un hipotètic Reich Nazi successor del Tercer Reich d'Adolf Hitler (1933–1945). El terme també s'ha utilitzat per referir-se al possible ressorgiment de les idees nazis, així com de manera pejorativa als oponents polítics.

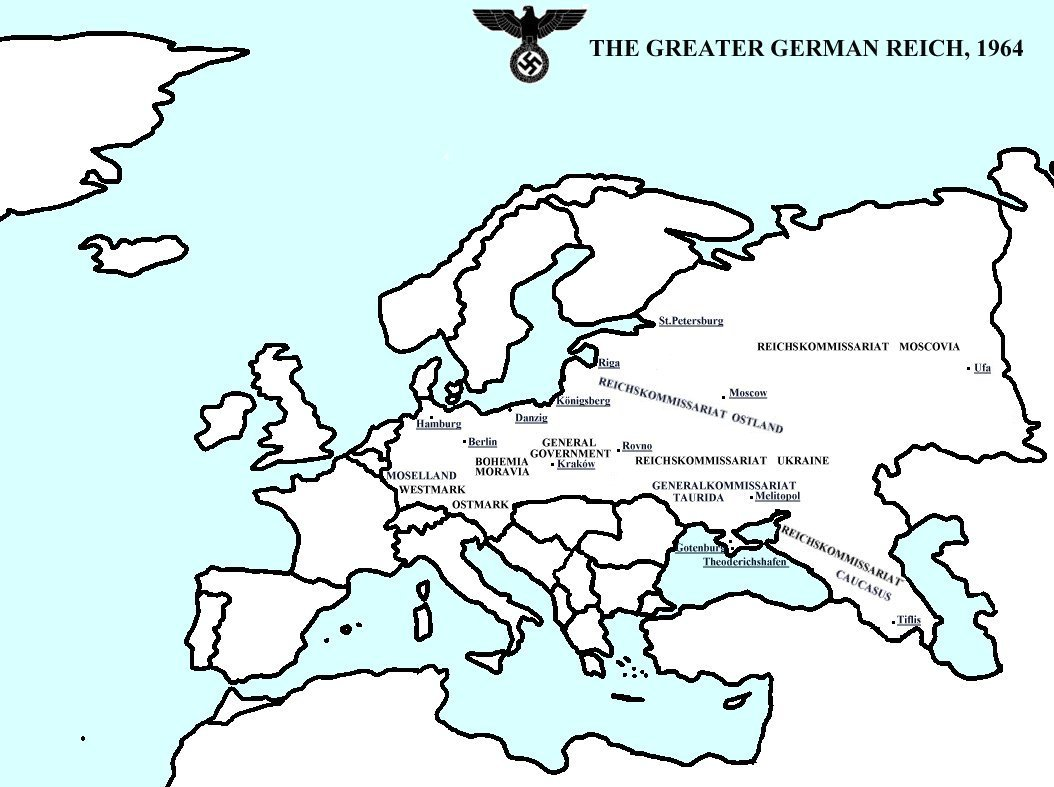
Mapa hipotètic d'Europa el 1964 segons el llibre "Fatherland"

## Origen
El terme "Tercer Reich" va ser encunyat per Arthur Moeller van den Bruck al seu llibre Das Dritte Reich el 1923. Va definir el Sacre Imperi Romanogermànic (800–1806) com el "Primer Reich", l'Imperi Alemany (1871-1918) com el "Segon Reich", mentre que el "Tercer Reich". "era un estat ideal postulat que incloïa tots els pobles alemanys, inclosa Àustria. En el context modern, el terme es refereix a l'Alemanya nazi. Va ser utilitzat pels nazis per legitimar el seu règim com a estat successor del Primer i Segon Reich, rebatejats retroactivament.
El terme "Quart Reich" s'ha utilitzat de diferents maneres. El neonazis l'han utilitzat per descriure el seu renaixement previst d'un estat ètnicament pur, principalment en referència, però no limitat a, l'Alemanya nazi. Altres han utilitzat el terme de manera despectiva, com ara teòrics de la conspiració com Max Spiers, Peter Levenda i Jim Marrs que l'han utilitzat per referir-se al que perceben com una continuació encoberta dels ideals nazis.

## Neonazisme

Mapa d'Alemanya el 1937

El neonazis identifiquen el Quart Reich com a supremacia ària, antisemitisme, Lebensraum, militarisme agressiu i totalitarisme. Després de l'establiment del Quart Reich, els neonazis alemanys proposen que Alemanya adquireixi armes nuclears i utilitzi l'amenaça del seu ús com a una forma de xantatge nuclear per tornar a expandir-se a les antigues fronteres d'Alemanya de 1937.
Basat en pamflets publicats per David Myatt a principis de la dècada de 1990, molts neonazis van arribar a creure que l'ascens del Quart Reich a Alemanya obriria el camí per a l'establiment de l'Imperi Occidental, un imperi mundial panari que abastaria tota la terra poblada per pobles descendents d'europeus (és a dir, Europa, Rússia, Amèrica anglosaxona, Austràlia, Nova Zelanda, i blancs sud-africans).

## Ús per indicar la influència alemanya a la Unió Europea
Alguns comentaristes britànics han utilitzat el terme "Quart Reich" per assenyalar la influència que creuen que exerceix Alemanya dins de la Unió Europea. Per example, Simon Heffer va escriure al Daily Mail que el poder econòmic d'Alemanya, encara més impulsat per la crisi financera europea, és la "sigil·losa colonització econòmica d'Europa", per la qual Berlín utilitza la pressió econòmica més que els exèrcits per "derrocar el lideratge d'una nació europea". Això, diu, constitueix l'"ascens del Quart Reich". De la mateixa manera, Simon Jenkins de The Guardian va escriure que és "una ironia massiva que l'últim suspir de la vella Europa hagi de ser buscar... la supremacia alemanya". Segons Richard J. Evans del New Statesman, aquest tipus de llenguatge no s'havia sentit des de la reunificació alemanya que va provocar una onada de comentaris germanòfobs. En una perspectiva de contrapes, el columnista "Charlemagne" a The Economist informa que la perspectiva de l'hegemonia alemanya no coincideix amb la realitat.
L'agost de 2012, el diari italià Il Giornale tenia com a titular la frase "Quarto Reich" com a protesta contra l'hegemonia alemanya.
Aquesta perspectiva va guanyar especial força al Regne Unit en el període previ al referèndum sobre la permanència del Regne Unit dins la Unió Europea de 2016 i les posteriors negociacions.
El desembre de 2021, en el context de la crisi constitucional polonesa des del 2015, Jarosław Kaczyński, viceprimer ministre polonès i cap del partit governant de Polònia, va dir al diari polonès d'extrema dreta GPC que "Alemanya està intentant convertir la UE en un 'quart reich' federal alemany".

## Ús per descriure l'auge del populisme de dreta
El terme ha arribat a ser utilitzat pels comentaristes de l'esquerra, que veuen l'auge del populisme de dreta semblant a l'aparició del feixisme a Europa als anys 20 i 30. "En una entrevista de 1973, l'escriptor James Baldwin va denunciar la decisió dels votants nord-americans de tornar 'Nixon... [a] la Casa Blanca', declarant que: 'Per mantenir la n----- al seu lloc, van portar al càrrec la llei i l'ordre, però jo l'anomeno el Quart Reich." Gavriel D. Rosenfeld, professor d'història a la Universitat de Fairfield, comenta "Masses comparacions hiperbòliques per exemple, entre Donald Trump i Adolf Hitler atenua el poder de les analogies històriques i s'arrisca a plorar pel llop. La poca voluntat de veure els perills del passat a l'aguait en el present corre el risc de subestimar els segons i ignorar els primers."